# Svovl og æbler
|  | Denne artikel er oprettet af botten PalnaBot ud fra en ekstern database. Den kan derfor have sproglige fejl eller mangler. Denne skabelon kan fjernes efter kontrol af indholdet. |

Svovl og æbler er en kortfilm instrueret af Camilla Brix Jensen efter manuskript af Christina Finsterbach, Sofie Carlsen, Nete Gerlach, Mette Birk, Camilla Brix Jensen.

## Handling
Nina der for første gang er blevet slået af sin kæreste, Jesper, forlader ham i al hast ' chokeret og barfodet. Nina forsøger at bryde med det spind, der binder hende fast til det traditionsrige sociale mønster, og gennemgår en udvikling fra stærk til svag, da hun langsomt opdager, at hun ikke kan stå alene.